# Coupe Spengler 1970
Navigation
Édition précédente Édition suivante
La Coupe Spengler 1970 est la 44e édition de la Coupe Spengler. Elle se déroule en décembre 1970 à Davos, en Suisse.

## Règlement du tournoi
Les équipes sont regroupés au sein d'un seul groupe. Les équipes jouent un match contre chacune des autres équipes. Le premier du groupe est déclaré vainqueur de la Coupe Spengler.

## Résultats

### Phase de groupe
| Clt   | Équipe        | PJ | V | D | N | BP | BC | Pts |
| ----- | ------------- | -- | - | - | - | -- | -- | --- |
| +001, | SKA Leningrad | 4  | 4 | 0 | 0 | 26 | 4  | 8   |
| +002, | Dukla Jihlava | 4  | 3 | 1 | 0 | 32 | 8  | 6   |
| +003, | MoDo AIK      | 4  | 2 | 2 | 0 | 22 | 14 | 4   |
| +004, | Düsseldorf EG | 4  | 0 | 3 | 1 | 5  | 23 | 1   |
| +005, | HC Davos      | 4  | 0 | 3 | 1 | 7  | 43 | 1   |

- Vainqueur de la compétition